# Witosław, Hạt Sławno
Witosław [viˈtɔswaf] là một ngôi làng thuộc khu hành chính của Gmina Malechowo, thuộc hạt Sławno, West Pomeranian Voivodeship, ở phía tây nam Ba Lan. Nó nằm khoảng 754 kilômét (469 mi)   phía tây Malechowo, 16 km (10 mi) phía tây nam Sławno và 23 km (14 mi) về phía đông nam của thủ đô khu vực Szczecin.
Trước năm 1918, khu vực này là một phần của Áo. Đối với lịch sử của khu vực, xem Lịch sử của Pomerania.
Làng có dân số 353 người.